# Đồng Lương, Phú Thọ
Đồng Lương là một xã thuộc huyện Cẩm Khê, tỉnh Phú Thọ, Việt Nam.
Xã Đồng Lương có diện tích 17,4 km², dân số năm 1999 là 5.279 người, mật độ dân số đạt 303 người/km².